# شيبا اينو
شيبا اينو (باليابانية: 柴犬) هي سلالة كلاب يعود أصلها إلى اليابان، وهي من كلاب الصيد.